# Morten Olsen
Morten Olsen (14 de agosto de 1949, Vordingborg) es un exfutbolista de Dinamarca y entrenador de fútbol.

## Trayectoria

### Como jugador
Olsen ha jugado en diversos clubes como el B 1901, el Cercle Brugge K.S.V., el R.W.D. Molenbeek, el R.S.C. Anderlecht, club en el que fue campeón de la Copa de la UEFA 1982-83, y el 1. FC Colonia. En 1983 fue nombrado futbolista danés del año, premio que repitió en 1986.
Fue el primer futbolista danés en llegar a los 100 partidos internacionales con un total final de 102 partidos en los que marcó cuatro goles entre 1970 y 1989. 

### Como entrenador
Como entrenador ha dirigido el Brøndby IF, 1. FC Colonia y el Ajax Ámsterdam. En el banquillo de este último, ganó el doblete en 1998.

## Selección de fútbol de Dinamarca
Es seleccionador de Dinamarca desde el 2000, llevando al combinado nórdico a los octavos de final del Mundial 2002 y a los cuartos de final de la Eurocopa 2004. Anunció que dejaría la selección danesa en 2016.
Sin embargo anunció su retirada del cargo, el 18 de noviembre de 2015, tras quince años en el puesto, minutos después de que su equipo perdiese la eliminatoria para la Eurocopa 2016 contra Suecia al empatar en la vuelta (2-2). La Federación Danesa de Fútbol (DBU) y Olsen habían anunciado en marzo que el veterano técnico, de 66 años, se retiraría a más tardar después de la Eurocopa de Francia, si su selección se clasificaba.
“He acordado con la DBU no continuar nuestra colaboración, no tiene ningún sentido. Ahora tiene que venir un nuevo entrenador que debe empezar el trabajo para la siguiente fase de clasificación”, dijo Olsen en la rueda de prensa posterior al partido. Olsen afirmó haberse sentido un “privilegiado” en su época como técnico.

### Participaciones en Copas del Mundo
| Mundial                        | Sede                  | Resultado        |
| ------------------------------ | --------------------- | ---------------- |
| Copa Mundial de Fútbol de 2002 | Corea del Sur y Japón | Octavos de final |
| Copa Mundial de Fútbol de 2010 | Sudáfrica             | Primera fase     |

### Participaciones en Eurocopas
| Eurocopa      | Sede              | Resultado        |
| ------------- | ----------------- | ---------------- |
| Eurocopa 2004 | Portugal          | Cuartos de final |
| Eurocopa 2012 | Polonia y Ucrania | Primera fase     |

## Clubes y estadísticas

### Como jugador
| Club              | País      | Año       | Partidos | Goles |
| ----------------- | --------- | --------- | -------- | ----- |
| B 1901            | Dinamarca | 1970-1972 | 40       | 2     |
| Círculo de Brujas | Bélgica   | 1972-1976 | 132      | 8     |
| R.W.D. Molenbeek  | Bélgica   | 1976-1980 | 106      | 4     |
| RSC Anderlecht    | Bélgica   | 1980-1986 | 173      | 2     |
| 1. FC Colonia     | Alemania  | 1986-1989 | 80       | 2     |

### Como entrenador
| Club                   | País         | Año       | P   | PG | PE | PP | % v.   |
| ---------------------- | ------------ | --------- | --- | -- | -- | -- | ------ |
| Brøndby IF             | Dinamarca    | 1990-1992 | 97  | 49 | 32 | 16 | 61.51% |
| 1. FC Colonia          | Alemania     | 1993-1995 | 86  | 33 | 22 | 31 | 46.9%  |
| Ajax Ámsterdam         | Países Bajos | 1997-1998 | 72  | 49 | 10 | 13 | 72.69% |
| Selección de Dinamarca | Dinamarca    | 2000-2015 | 189 | 89 | 46 | 54 | 55.2%  |

## Palmarés
Como jugador
- Liga belga de fútbol (3 títulos): 1980-81, 1984-85, 1985-86
- Copa de la UEFA: 1982-83
- Futbolista danés del año: 1983 y 1986

Como entrenador
- SAS Ligaen: 1990, 1991
- Eredivisie: 1998
- Copa de los Países Bajos: 1998